# Catalanske Republik
Den Catalanske Republik (catalansk: República Catalana), i daglig tale Catalonien, er en republik i det nordøstlige hjørne af Den Iberiske Halvø, der blev udråbt på grundlag af det catalanske parlaments uafhængighedserklæring den 27. oktober 2017. Den 31. oktober 2017 erklærede den spanske forfatningsdomstol, at det catalanske parlaments uafhængighedserklæring er suspenderet.

## Uafhængighedens iværksættelse og suspendering
Cataloniens uafhængighedserklæring fulgte en forfatningsmæssig krise i kølvandet på den catalanske folkeafstemning om uafhængighed d. 1. oktober 2017. Ved folkeafstemningen stemte ca. 38,47% af de catalanske vælgere for, at Catalonien burde være en selvstændig republik.
Da det catalanske parlament d. 27. oktober 2017 erklærede uafhængighed fra Spanien, udløste den spanske senat artikel 155 i den spanske forfatning af 1978, som ville gøre det muligt for den spanske regering at indføre et direkte centralt styre over Catalonien. Dette direkte spanske styre indførtes i dagene fra d. 27. til d. 30. oktober 2017, samtidig med at den spanske regering besluttede at udskrive nyvalg til Cataloniens parlament til afholdelse d. 21. december 2017. Som ny leder af Catalonien er indsat den spanske viceministerpræsident María Soraya Sáenz de Santamaría, der dog udfører sine embedsforretninger fra Madrid, og altså ikke har slået sig ned med en administration i selve Catalonien.
Republikken har ikke opnået nogen international anerkendelse og er derfor en ikke-anerkendt stat.
Republikken er fra nogle sider blevet betegnet som en republik, "der kun eksisterer på papiret", og i den nyerklærede republik blev der ikke gennemført egentlige foranstaltninger til at konsolidere republikken og det republikanske styre.
Den 31. oktober 2017 erklærede den spanske forfatningsdomstol, at det catalanske parlaments uafhængighedserklæring er suspenderet.

## Tidligere forsøg på at etablere en catalansk republik
Uafhængighedserklæringen af 27. oktober 2017 var langt fra første gang, der blev gjort forsøg på at etablere en uafhængig catalansk republik.
Tidligere forsøg på noget sådan blev bl.a. gjort i 1641, 1931 og 1934. Disse tidligere eksempler på en "catalansk republik" havde dog alle en ganske kort levetid, og fungerede i praksis i perioder på mellem én (1934) og seks (1641) dage.

## International anerkendelse
Den Catalanske Republik havde ingen international anerkendelse pr. 31. oktober 2017. Flanderns premierminister, Geert Bourgeois, gav udtryk for støtte til Den Catalanske Republik men indrømmede, at beslutningen er op til den belgiske føderale regering.